# Rolando Rigoli
Rolando Rigoli (Livorno, 3 de octubre de 1940) es un deportista italiano que compitió en esgrima, especialista en la modalidad de sable.
Participó en dos Juegos Olímpicos de Verano en los años 1968 y 1972, obteniendo dos medallas, plata en México 1968 y oro en Múnich 1972. Ganó tres medallas de bronce en el Campeonato Mundial de Esgrima entre los años 1971 y 1974.

## Palmarés internacional
| Juegos Olímpicos   | Juegos Olímpicos          | Juegos Olímpicos  | Juegos Olímpicos  |
| Año                | Lugar                     | Medalla           | Prueba            |
| ------------------ | ------------------------- | ----------------- | ----------------- |
| 1968               | Ciudad de México (México) | Medalla de plata  | Sable por equipos |
| 1972               | Múnich (RFA)              | Medalla de oro    | Sable por equipos |
| Campeonato Mundial |                           |                   |                   |
| Año                | Lugar                     | Medalla           | Prueba            |
| 1971               | Viena (Austria)           | Medalla de bronce | Sable por equipos |
| 1973               | Gotemburgo (Suecia)       | Medalla de bronce | Sable por equipos |
| 1974               | Grenoble (Francia)        | Medalla de bronce | Sable por equipos |